# Laboratorios Cutter
Laboratorios Cutter fue una empresa farmacéutica familiar ubicada en Berkeley (California). Fue fundada por Edward Ahern Cutter en 1897. Los primeros productos fabricados por la compañía fueron vacunas contra el carbunco y el virus de la peste porcina clásica. La empresa se expandió considerablemente durante la Segunda Guerra Mundial como consecuencia de importantes contratos gubernamentales para obtener plasma sanguíneo y penicilina. Tras de la muerte de Edward Cutter, sus tres hijos, el Dr. Robert K. Cutter (presidente), Edward "Ted" A. Cutter, Jr. (vicepresidente) y Frederick A. Cutter, dirigieron la empresa. En la siguiente generación, el hijo de Robert, David, sucedió a su padre como presidente de la compañía. En 1974 fue adquirida por la farmacéutica Bayer.

## Incidente Cutter
El 12 de abril de 1955, tras el anuncio del éxito del ensayo de la vacuna contra la poliomielitis, laboratorios Cutter obtuvo una licencia del gobierno de Estados Unidos para producir la vacuna contra la polio desarrollada por Jonas Salk. Algunos lotes de la vacuna producidas, a pesar de pasar las pruebas de seguridad, contenían virus activos que eran capaces de provocar la enfermedad. Las vacunas defectuosas se retiraron del mercado el 27 de abril de 1955, pero ya habían provocado diferentes casos de poliomielitis y algunas muertes entre los niños que recibieron el preparado.